# U-826
Unterseeboot 826 foi um submarino alemão do Tipo VIIC, pertencente a Kriegsmarine que atuou durante a Segunda Guerra Mundial.
O U-826 esteve em operação entre os anos de 1944 e 1945, realizando neste período uma patrulhas de guerra, na qual não atacou nenhuma embarcação aliada.

## Comandantes
| Comandante         | Data                                    |
| ------------------ | --------------------------------------- |
| Kptlt. Olaf Lübcke | 11 de maio de 1944 - 11 de maio de 1945 |

## Subordinação
Durante o seu tempo de serviço, esteve subordinado às seguintes flotilhas:
| Período                                     | Flotilha                   |
| ------------------------------------------- | -------------------------- |
| 11 de maio de 1944 - 31 de dezembro de 1944 | 8. Unterseebootsflottille  |
| 1 de janeiro de 1945 - 8 de maio de 1945    | 11. Unterseebootsflottille |